# Loena 20
Loena 20 (Russisch: Луна-20) was de tweede van drie vluchten waarbij de Sovjet-Unie een grondmonster van de Maan naar de aarde bracht.

## De vlucht
Loena 20 werd gelanceerd in een parkeerbaan om de aarde op 14 februari 1972 en van daaruit naar de Maan gezonden, waar ze op 18 februari 1972 in een parkeerbaan kwam. Op 21 februari 1972 voerde Loena 20 een zachte landing uit op de Maan in een bergachtig gebied, dat de Apolloniushooglanden wordt genoemd, in de buurt van de Mare Fecunditatis, op 120 km afstand van de landingsplaats van Loena 16.
Hier werd het panorama-televisiesysteem in werking gezet. Er werden grondmonsters genomen door middel van een uittrekbare grondboor. Op 22 februari 1972 steeg de stijgtrap van Loena 20 weer op met 55 gram maanmonsters in een afgesloten capsule, die op 25 februari 1972 in de Sovjet-Unie landde. De volgende dag wist men het grondmonster in handen te krijgen.

### In detail
Dit was de achtste poging van de Sovjet-Unie om maanstof naar de aarde te krijgen en de tweede waarbij dat lukte. Het was duidelijk een nieuwe poging om de mislukte poging van Loena 18 over te doen. Na een vlucht naar de Maan die 4,5 dag duurde en op 15 februari een koerscorrectie nodig had, kwam Loena 20 op 18 februari in een circulaire baan om de Maan op een hoogte van 100 km en een inclinatie van 65 graden. Na drie dagen, om 19:13 UT, zette het ruimteschip zijn hoofdmotor 267 seconden aan en daalde zo naar het maanoppervlak; later werd de motor nog een keer een seconde aangezet om de snelheid te minderen. Loena landde op 21 februari 1972 om 19:19 UT veilig op de Maan op 3°32'NB en
56°33' OL; op 1,8 km van de neergestorte Loena 18.
Nadat Loena 20 een klein bodemmonster had genomen, kwam de stijgtrap in actie op 22 februari om 22:58 UT en versnelde naar 2,7 km per seconde die nodig was om terug te keren naar de Aarde.
De kleine bolvormige capsule kwam aan een parachute neer op een eiland in de Karkingirrivier, 40 kilometer ten noorden van de stad Jezkazgan in Kazachstan, op 25 februari 1972 om 19:19 UT.
Het grondmonster verschilde van dat van Loena 16; het bestond voor (50 tot 60 %) uit materiaal van de oudere hooglanden, anorthosiet, dat grotendeels uit veldspaat bestaat, terwijl het eerdere monster basalt was dat maar 1 à 2% anorthosiet bevatte). De Amerikaanse Apollo 16 bracht twee maanden later ongeveer gelijk gesteente mee van haar landing op de hooglanden. Net als met de monsters van de Loena 16 werd ook dit keer maanstof uitgewisseld met Amerikaanse en Franse wetenschappers.
| Maan Missie | Sample Terug | Jaar |
| ----------- | ------------ | ---- |
| Loena 16    | 101 g        | 1970 |
| Loena 20    | 55 g         | 1972 |
| Loena 24    | 170 g        | 1976 |

In maart 2010 liet NASA weten dat de Lunar Reconnaissance Orbiter de landingsplaats van Loena 20 had opgespoord.